# Campionati europei di pattinaggio di velocità
I Campionati europei di pattinaggio di velocità sono una competizione organizzata ogni anno per determinare il migliore pattinatore di velocità europeo. L'International Skating Union organizza i campionati maschili dal 1893 e quelli femminili dal 1970. A partire dal 1990, le gare maschili e femminili si disputano nella stessa sede.
Dal 2017 sono assegnate medaglie sia nell'all-around sia nello sprint (con le sole gare nei 500m e 1000m), mentre a partire dall'edizione del 2018 negli anni pari, vengono assegnate medaglie per ogni singola distanza.

## Campionati europei maschili (solo all-around)
| Edizione             | Oro | Argento                                             | Bronzo                                              |
| -------------------- | --- | --------------------------------------------------- | --------------------------------------------------- |
| Amburgo 1893         | Rudolf Ericson | non assegnato                                       | non assegnato                                       |
| Hamar 1894           | non assegnato | non assegnato                                       | non assegnato                                       |
| Budapest 1895        | Alfred Næss | non assegnato                                       | non assegnato                                       |
| Amburgo 1896         | Julius Seyler | non assegnato                                       | non assegnato                                       |
| Amsterdam 1897       | Julius Seyler | non assegnato                                       | non assegnato                                       |
| Helsingfors 1898     | Gustaf Estlander | non assegnato                                       | non assegnato                                       |
| Davos 1899           | Peder Østlund | non assegnato                                       | non assegnato                                       |
| Štrbské Pleso 1900   | Peder Østlund | non assegnato                                       | non assegnato                                       |
| Trondheim 1901       | Rudolf Gundersen | non assegnato                                       | non assegnato                                       |
| Davos 1902           | Johan Schwartz | non assegnato                                       | non assegnato                                       |
| Kristiania 1903      | non assegnato | non assegnato                                       | non assegnato                                       |
| Davos 1904           | Rudolf Gundersen | non assegnato                                       | non assegnato                                       |
| Stoccolma 1905       | non assegnato | non assegnato                                       | non assegnato                                       |
| Davos 1906           | Rudolf Gundersen | non assegnato                                       | non assegnato                                       |
| Davos 1907           | Moje Öholm | non assegnato                                       | non assegnato                                       |
| Klagenfurt 1908      | Moje Öholm | Oscar Mathisen                                      | Thomas Bohrer                                       |
| Budapest 1909        | Oscar Mathisen | Thomas Bohrer                                       | Moje Öholm                                          |
| Viipuri 1910         | Nikolaj Strunnikov | Magnus Johansen                                     | Oscar Mathisen                                      |
| Hamar 1911           | Nikolaj Strunnikov | Thomas Bohrer                                       | Otto Andersson                                      |
| Stoccolma 1912       | Oscar Mathisen | Gunnar Strömstén                                    | Martin Sæterhaug                                    |
| San Pietroburgo 1913 | Vasilij Ippolitov | Oscar Mathisen                                      | Nikita Najdenov                                     |
| Berlino 1914         | Oscar Mathisen | Vasilij Ippolitov                                   | Bjarne Frang                                        |
| 1915-1921            | Non disputati a causa della prima guerra mondiale                                                                                | Non disputati a causa della prima guerra mondiale   | Non disputati a causa della prima guerra mondiale   |
| Helsingfors 1922     | Clas Thunberg | Ole Olsen                                           | Asser Wallenius                                     |
| Hamar 1923           | Harald Strøm | Clas Thunberg                                       | Roald Larsen                                        |
| Kristiania 1924      | Roald Larsen | Clas Thunberg                                       | Oskar Olsen                                         |
| Sankt Moritz 1925    | Otto Polacsek | Roald Larsen                                        | Oskar Olsen                                         |
| Chamonix 1926        | Julius Stuknabb | Otto Polacsek                                       | Uuno Pietilä                                        |
| Stoccolma 1927       | Bernt Evensen | Clas Thunberg                                       | Ivar Ballangrud                                     |
| Oslo 1928            | Clas Thunberg | Bernt Evensen                                       | Roald Larsen                                        |
| Davos 1929           | Ivar Ballangrud | Clas Thunberg                                       | Roald Larsen                                        |
| Nidaros 1930         | Ivar Ballangrud | Michael Staksrud                                    | Thorstein Stenbek                                   |
| Stoccolma 1931       | Clas Thunberg | Ossi Blomqvist                                      | Dolf van der Scheer                                 |
| Davos 1932           | Clas Thunberg | Ossi Blomqvist                                      | Rudolf Riedl                                        |
| Viipuri 1933         | Ivar Ballangrud | Birger Wasenius                                     | Kalle Paananen                                      |
| Hamar 1934           | Michael Staksrud | Max Stiepl                                          | Karl Wazulek                                        |
| Helsinki 1935        | Karl Wazulek | Bernt Evensen                                       | Birger Wasenius                                     |
| Oslo 1936            | Ivar Ballangrud | Charles Mathiesen                                   | Harry Haraldsen                                     |
| Davos 1937           | Michael Staksrud | Hans Engnestangen                                   | Birger Wasenius                                     |
| Oslo 1938            | Charles Mathiesen | Harry Haraldsen                                     | Ivar Ballangrud                                     |
| Riga 1939            | Alfons Berzins | Charles Mathiesen                                   | Per Ivar Moe                                        |
| 1940-1946            | Non disputati a causa della seconda guerra mondiale                                                                              | Non disputati a causa della seconda guerra mondiale | Non disputati a causa della seconda guerra mondiale |
| Stoccolma 1947       | Åke Seyffarth | Göthe Hedlund                                       | Sverre Farstad                                      |
| Hamar 1948           | Reidar Liaklev | Göthe Hedlund                                       | Odd Lundberg                                        |
| Davos 1949           | Sverre Farstad | Hjalmar Andersen                                    | Kornél Pajor                                        |
| Helsinki 1950        | Hjalmar Andersen | Reidar Liaklev                                      | Sverre Haugli                                       |
| Oslo 1951            | Hjalmar Andersen | Wim van der Voort                                   | Henry Wahl                                          |
| Östersund 1952       | Hjalmar Andersen | Kees Broekman                                       | Kornél Pajor                                        |
| Hamar 1953           | Kees Broekman | Wim van der Voort                                   | Karl Ivar Martinsen                                 |
| Davos 1954           | [[File: Flag of the Soviet Union (1936 – 1955).svg\|class=noviewer\| Unione Sovietica (bandiera)\|border\|20x16px]] Boris Šilkov | Hjalmar Andersen                                    | Sigvard Ericsson                                    |
| Falun 1955           | Sigvard Ericsson | Oleg Gončarenko                                     | Dmitrij Sakunenko                                   |
| Helsinki 1956        | Evgenij Grišin | Knut Johannesen                                     | Sigvard Ericsson                                    |
| Oslo 1957            | Oleg Gončarenko | Knut Johannesen                                     | Roald Aas                                           |
| Eskilstuna 1958      | Oleg Gončarenko | Vladimir Šilykovskij                                | Knut Johannesen                                     |
| Göteborg 1959        | Knut Johannesen | Juhani Järvinen                                     | Toivo Salonen                                       |
| Oslo 1960            | Knut Johannesen | Boris Stenin                                        | Roald Aas                                           |
| Helsinki 1961        | Viktor Kosičkin | Henk van der Grift                                  | André Kouprianoff                                   |
| Oslo 1962            | Robert Merkulov | André Kouprianoff                                   | Boris Stenin                                        |
| Göteborg 1963        | Nils Aaness | Knut Johannesen                                     | Per Ivar Moe                                        |
| Oslo 1964            | Ants Antson | Jurij Jumašev                                       | Per Ivar Moe                                        |
| Göteborg 1965        | Eduard Matusevič | Per Ivar Moe                                        | Viktor Kosičkin                                     |
| Deventer 1966        | Ard Schenk | Kees Verkerk                                        | Valerij Kaplan                                      |
| Lahti 1967           | Kees Verkerk | Valerij Kaplan                                      | Eduard Matusevič                                    |
| Oslo 1968            | Fred Anton Maier | Eduard Matusevič                                    | Magne Thomassen                                     |
| Inzell 1969          | Dag Fornæss | Kees Verkerk                                        | Göran Claeson                                       |
| Innsbruck 1970       | Ard Schenk | Dag Fornæss                                         | Göran Claeson                                       |
| Heerenveen 1971      | Dag Fornæss | Ard Schenk                                          | Kees Verkerk                                        |
| Davos 1972           | Ard Schenk | Roar Grønvold                                       | Jan Bols                                            |
| Grenoble 1973        | Göran Claeson | Hans van Helden                                     | Harm Kuipers                                        |
| Eskilstuna 1974      | Göran Claeson | Amund Sjøbrend                                      | Hans van Helden                                     |
| Heerenveen 1975      | Sten Stensen | Harm Kuipers                                        | Piet Kleine                                         |
| Oslo 1976            | Kay Arne Stenshjemmet | Sten Stensen                                        | Jan Egil Storholt                                   |
| Larvik 1977          | Jan Egil Storholt | Kay Arne Stenshjemmet                               | Amund Sjøbrend                                      |
| Oslo 1978            | Sergej Marčuk | Sten Stensen                                        | Jan Egil Storholt                                   |
| Deventer 1979        | Jan Egil Storholt | Kay Arne Stenshjemmet                               | Sergej Marčuk                                       |
| Trondheim 1980       | Kay Arne Stenshjemmet | Jan Egil Storholt                                   | Tom Erik Oxholm                                     |
| Deventer 1981        | Amund Sjøbrend | Hilbert van der Duim                                | Kay Arne Stenshjemmet                               |
| Oslo 1982            | Tomas Gustafson | Rolf Falk-Larssen                                   | Hilbert van der Duim                                |
| L'Aia 1983           | Hilbert van der Duim | Yep Kramer                                          | Bjørn Arne Nyland                                   |
| Larvik 1984          | Hilbert van der Duim | Rolf Falk-Larssen                                   | Frits Schalij                                       |
| Eskilstuna 1985      | Hein Vergeer | Frits Schalij                                       | Oleg Bož'ev                                         |
| Oslo 1986            | Hein Vergeer | Aleksandr Mozin                                     | Tomas Gustafson                                     |
| Trondheim 1987       | Nikolaj Guljaev | Michael Hadschieff                                  | Hein Vergeer                                        |
| L'Aia 1988           | Tomas Gustafson | Leo Visser                                          | Gerard Kemkers                                      |
| Göteborg 1989        | Leo Visser | Gerard Kemkers                                      | Geir Karlstad                                       |
| Heerenveen 1990      | Bart Veldkamp | Tomas Gustafson                                     | Leo Visser                                          |
| Sarajevo 1991        | Johann Olav Koss | Leo Visser                                          | Bart Veldkamp                                       |
| Heerenveen 1992      | Falko Zandstra | Johann Olav Koss                                    | Rintje Ritsma                                       |
| Heerenveen 1993      | Falko Zandstra | Johann Olav Koss                                    | Rintje Ritsma                                       |
| Hamar 1994           | Rintje Ritsma | Johann Olav Koss                                    | Falko Zandstra                                      |
| Heerenveen 1995      | Rintje Ritsma | Falko Zandstra                                      | Roberto Sighel                                      |
| Heerenveen 1996      | Rintje Ritsma | Ids Postma                                          | Martin Hersman                                      |
| Heerenveen           | Ids Postma | Rintje Ritsma                                       | Falko Zandstra                                      |
| Helsinki 1998        | Rintje Ritsma | Roberto Sighel                                      | Vadim Sajutin                                       |
| Heerenveen 1999      | Rintje Ritsma | Roberto Sighel                                      | Dmitrij Šepel'                                      |
| Hamar 2000           | Rintje Ritsma | Eskil Ervik                                         | Ids Postma                                          |
| Baselga di Piné 2001 | Dmitrij Šepel' | Bart Veldkamp                                       | Ids Postma                                          |
| Erfurt 2002          | Jochem Uytdehaage | Carl Verheijen                                      | Dmitrij Šepel'                                      |
| Heerenveen 2003      | Gianni Romme | Rintje Ritsma                                       | Mark Tuitert                                        |
| Heerenveen 2004      | Mark Tuitert | Carl Verheijen                                      | Jochem Uytdehaage                                   |
| Heerenveen 2005      | Jochem Uytdehaage | Sven Kramer                                         | Carl Verheijen                                      |
| Hamar 2006           | Enrico Fabris | Eskil Ervik                                         | Håvard Bøkko                                        |
| Collalbo 2007        | Sven Kramer | Enrico Fabris                                       | Carl Verheijen                                      |
| Kolomna 2008         | Sven Kramer | Håvard Bøkko                                        | Enrico Fabris                                       |
| Heerenveen 2009      | Sven Kramer | Håvard Bøkko                                        | Wouter Olde Heuvel                                  |
| Hamar 2010           | Sven Kramer | Enrico Fabris                                       | Ivan Skobrev                                        |
| Collalbo 2011        | Ivan Skobrev | Jan Blokhuijsen                                     | Koen Verweij                                        |
| Budapest 2012        | Sven Kramer | Jan Blokhuijsen                                     | Håvard Bøkko                                        |
| Heerenveen 2013      | Sven Kramer | Jan Blokhuijsen                                     | Håvard Bøkko                                        |
| Hamar 2014           | Jan Blokhuijsen | Koen Verweij                                        | Håvard Bøkko                                        |
| Čeljabinsk 2015      | Sven Kramer | Koen Verweij                                        | Denis Yuskov                                        |
| Minsk 2016           | Sven Kramer | Bart Swings                                         | Jan Blokhuijsen                                     |
| Heerenveen 2017      | Sven Kramer | Jan Blokhuijsen                                     | Bart Swings                                         |
| Collalbo 2019        | Sven Kramer | Patrick Roest                                       | Sverre Lunde Pedersen                               |
| Heerenveen 2021      | Patrick Roest | Marcel Bosker                                       | Sverre Lunde Pedersen                               |
| Hamar 2023           | Patrick Roest | Sander Eitrem                                       | Bart Swings                                         |
| Heerenveen 2025      | Sander Eitrem | Peder Kongshaug                                     | Beau Snellink                                       |

## Campionati europei maschili (sprint)
| Edizione        | Oro                | Argento                     | Bronzo               |
| --------------- | ------------------ | --------------------------- | -------------------- |
| Heerenveen 2017 | Kai Verbij         | Kjeld Nuis                  | Nico Ihle            |
| Collalbo 2019   | Kai Verbij         | Håvard Holmefjord Lorentzen | Henrik Fagerli Rukke |
| Heerenveen 2021 | Thomas Krol        | Hein Otterspeer             | Joel Dufter          |
| Hamar 2023      | Merijn Scheperkamp | Hein Otterspeer             | Marten Liiv          |
| Heerenveen 2025 | Jenning de Boo     | Merijn Scheperkamp          | Tim Prins            |

## Campionati europei femminili (solo all-around)
| Edizione             | Oro                                     | Argento                                 | Bronzo                                  |
| -------------------- | --------------------------------------- | --------------------------------------- | --------------------------------------- |
| Heerenveen 1970      | Nina Statkevič                          | Stien Kaiser                            | Ans Schut                               |
| Leningrado 1971      | Nina Statkevič                          | Ljudmila Titova                         | Kapitolina Seregina                     |
| Inzell 1972          | Atje Keulen-Deelstra                    | Nina Statkevič                          | Ljudmila Savrulina                      |
| Brandbu 1973         | Atje Keulen-Deelstra                    | Trijnie Rep                             | Nina Statkevič                          |
| Alma-Ata 1974        | Atje Keulen-Deelstra                    | Nina Statkevič                          | Tat'jana Šelekova-Rastopšina            |
| 1975-1980            | Non disputati per mancanza di interesse | Non disputati per mancanza di interesse | Non disputati per mancanza di interesse |
| Heerenveen 1981      | Natal'ja Petrusëva                      | Karin Enke                              | Gabi Zange                              |
| Heerenveen 1982      | Natal'ja Petrusëva                      | Karin Busch                             | Natal'ja Glebova                        |
| Heerenveen 1983      | Andrea Schöne                           | Karin Enke                              | Natal'ja Petrusëva                      |
| Alma-Ata 1984        | Gabi Zange                              | Valentina Lalenkova-Golovenkina         | Ol'ga Pleškova                          |
| Groningen 1985       | Andrea Schöne                           | Yvonne van Gennip                       | Sabine Brehm                            |
| Geithus 1986         | Andrea Schöne                           | Yvonne van Gennip                       | Natal'ja Artamonova-Kurova              |
| Groningen 1987       | Andrea Schöne                           | Yvonne van Gennip                       | Jacqueline Börner                       |
| Kongsberg 1988       | Andrea Ehrig                            | Gunda Kleeman                           | Yvonne van Gennip                       |
| Berlino Ovest 1989   | Gunda Kleeman                           | Constanze Moser-Scandolo                | Jacqueline Börner                       |
| Heerenveen 1990      | Gunda Kleeman                           | Jacqueline Börner                       | Heike Schalling                         |
| Sarajevo 1991        | Gunda Kleeman                           | Heike Schalling                         | Bart Veldkamp                           |
| Heerenveen 199       | Gunda Niemann                           | Emese Hunyady                           | Heike Schalling                         |
| Heerenveen 1993      | Emese Hunyady                           | Heike Schalling                         | Svetlana Bažanova                       |
| Hamar 1994           | Gunda Niemann                           | Svetlana Bažanova                       | Emese Hunyady                           |
| Heerenveen 1995      | Gunda Niemann                           | Annamarie Thomas                        | Tonny de Jong                           |
| Heerenveen 1996      | Gunda Niemann                           | Annamarie Thomas                        | Claudia Pechstein                       |
| Heerenveen 1997      | Tonny de Jong                           | Gunda Niemann                           | Barbara de Loor                         |
| Helsinki 1998        | Claudia Pechstein                       | Anni Friesinger                         | Svetlana Bažanova                       |
| Heerenveen 1999      | Tonny de Jong                           | Claudia Pechstein                       | Annamarie Thomas                        |
| Hamar 2000           | Anni Friesinger                         | Gunda Niemann-Stirnemann                | Renate Groenewold                       |
| Baselga di Piné 2001 | Gunda Niemann-Stirnemann                | Claudia Pechstein                       | Wieteke Cramer                          |
| Erfurt 2002          | Anni Friesinger                         | Claudia Pechstein                       | Renate Groenewold                       |
| Heerenveen 2003      | Anni Friesinger                         | Claudia Pechstein                       | Renate Groenewold                       |
| Heerenveen 2004      | Anni Friesinger                         | Claudia Pechstein                       | Renate Groenewold                       |
| Heerenveen 2005      | Anni Friesinger                         | Daniela Anschütz                        | Claudia Pechstein                       |
| Hamar 2006           | Claudia Pechstein                       | Renate Groenewold                       | Ireen Wüst                              |
| Collalbo 2007        | Martina Sáblíková                       | Ireen Wüst                              | Renate Groenewold                       |
| Kolomna 2008         | Ireen Wüst                              | Paulien van Deutekom                    | Martina Sáblíková                       |
| Heerenveen 2009      | Claudia Pechstein                       | Daniela Anschütz                        | Martina Sáblíková                       |
| Hamar 2010           | Martina Sáblíková                       | Ireen Wüst                              | Daniela Anschütz                        |
| Collalbo 2011        | Martina Sáblíková                       | Ireen Wüst                              | Marrit Leenstra                         |
| Budapest 2012        | Martina Sáblíková                       | Claudia Pechstein                       | Ireen Wüst                              |
| Heerenveen 2013      | Ireen Wüst                              | Linda de Vries                          | Diane Valkenburg                        |
| Hamar 2014           | Ireen Wüst                              | Yvonne Nauta                            | Martina Sáblíková                       |
| Čeljabinsk 2015      | Ireen Wüst                              | Martina Sáblíková                       | Linda de Vries                          |
| Minsk 2016           | Martina Sáblíková                       | Ireen Wüst                              | Antoinette de Jong                      |
| Heerenveen 2017      | Ireen Wüst                              | Martina Sáblíková                       | Antoinette de Jong                      |
| Collalbo 2019        | Antoinette de Jong                      | Martina Sáblíková                       | Francesca Lollobrigida                  |
| Heerenveen 2021      | Antoinette de Jong                      | Irene Schouten                          | Martina Sáblíková                       |
| Hamar 2023           | Antoinette Rijpma-de Jong               | Ragne Wiklund                           | Marijke Groenewoud                      |
| Heerenveen 2025      | Antoinette Rijpma-de Jong               | Joy Beune                               | Ragne Wiklund                           |

## Campionati europei femminili (sprint)
| Edizione        | Oro               | Argento           | Bronzo            |
| --------------- | ----------------- | ----------------- | ----------------- |
| Heerenveen 2017 | Karolína Erbanová | Jorien ter Mors   | Ol'ga Fatkulina   |
| Collalbo 2019   | Vanessa Herzog    | Dar'ja Kačanova   | Ol'ga Fatkulina   |
| Heerenveen 2021 | Jutta Leerdam     | Angelina Golikova | Femke Kok         |
| Hamar 2023      | Jutta Leerdam     | Femke Kok         | Vanessa Herzog    |
| Heerenveen 2025 | Jutta Leerdam     | Femke Kok         | Suzanne Schulting |

## Edizioni su distanze singole
| Anno | Città      | Nazione     | Data            | Sede                         |
| ---- | ---------- | ----------- | --------------- | ---------------------------- |
| 2018 | Kolomna    | Russia      | 5 - 8 gennaio   | Kolomna Speed Skating Center |
| 2020 | Heerenveen | Paesi Bassi | 10 - 12 gennaio | Thialf                       |
| 2022 | Heerenveen | Paesi Bassi | 7 - 9 gennaio   | Thialf                       |
| 2024 | Heerenveen | Paesi Bassi | 5 - 7 gennaio   | Thialf                       |

## Medagliere

### Complessivo (1891 - 2023)
| Pos.   | Paese            | Oro | Argento | Bronzo | Totale |
| ------ | ---------------- | --- | ------- | ------ | ------ |
| 1      | Paesi Bassi      | 81  | 67      | 56     | 204    |
| 2      | Norvegia         | 38  | 44      | 43     | 125    |
| 3      | Germania         | 16  | 13      | 8      | 37     |
| 4      | Russia           | 15  | 17      | 24     | 56     |
| 5      | Unione Sovietica | 14  | 11      | 16     | 41     |
| 6      | Svezia           | 10  | 3       | 8      | 21     |
| 7      | Germania Est     | 8   | 6       | 5      | 19     |
| 8      | Finlandia        | 7   | 11      | 6      | 24     |
| 9      | Austria          | 6   | 8       | 6      | 20     |
| 10     | Rep. Ceca        | 6   | 3       | 5      | 14     |
| 11     | Italia           | 3   | 7       | 7      | 17     |
| 12     | Belgio           | 2   | 2       | 2      | 6      |
| 13     | Polonia          | 2   | 0       | 4      | 6      |
| 14     | Lettonia         | 1   | 0       | 0      | 1      |
| 15     | Bielorussia      | 0   | 1       | 1      | 2      |
| 15     | Francia          | 0   | 1       | 1      | 2      |
| 15     | Svizzera         | 0   | 1       | 1      | 2      |
| 18     | Estonia          | 0   | 0       | 1      | 1      |
| 18     | Ungheria         | 0   | 0       | 1      | 1      |
| Totale | Totale           | 207 | 195     | 195    | 599    |

### Edizioni All-Around e Sprint
| Pos.   | Paese            | Oro | Argento | Bronzo | Totale |
| ------ | ---------------- | --- | ------- | ------ | ------ |
| 1      | Paesi Bassi      | 56  | 51      | 47     | 154    |
| 2      | Norvegia         | 38  | 40      | 38     | 116    |
| 3      | Germania         | 16  | 13      | 6      | 35     |
| 4      | Unione Sovietica | 14  | 11      | 16     | 41     |
| 5      | Svezia           | 10  | 3       | 8      | 21     |
| 6      | Germania Est     | 8   | 6       | 5      | 19     |
| 7      | Finlandia        | 7   | 9       | 6      | 22     |
| 8      | Rep. Ceca        | 6   | 3       | 4      | 13     |
| 9      | Austria          | 5   | 6       | 5      | 16     |
| 10     | Russia           | 5   | 4       | 10     | 19     |
| 11     | Italia           | 1   | 4       | 3      | 8      |
| 12     | Lettonia         | 1   | 0       | 0      | 1      |
| 13     | Belgio           | 0   | 2       | 2      | 4      |
| 14     | Francia          | 0   | 1       | 1      | 2      |
| 15     | Estonia          | 0   | 0       | 1      | 1      |
| 15     | Ungheria         | 0   | 0       | 1      | 1      |
| Totale | Totale           | 167 | 153     | 153    | 473    |

### Edizioni singola distanza
| Pos.   | Paese       | Oro | Argento | Bronzo | Totale |
| ------ | ----------- | --- | ------- | ------ | ------ |
| 1      | Paesi Bassi | 25  | 16      | 9      | 50     |
| 2      | Russia      | 10  | 13      | 14     | 37     |
| 3      | Italia      | 2   | 3       | 4      | 9      |
| 4      | Polonia     | 2   | 0       | 4      | 6      |
| 5      | Belgio      | 2   | 0       | 0      | 2      |
| 6      | Austria     | 1   | 2       | 1      | 4      |
| 7      | Norvegia    | 0   | 4       | 5      | 9      |
| 8      | Finlandia   | 0   | 2       | 0      | 2      |
| 9      | Bielorussia | 0   | 1       | 1      | 2      |
| 9      | Svizzera    | 0   | 1       | 1      | 2      |
| 11     | Germania    | 0   | 0       | 2      | 2      |
| 12     | Rep. Ceca   | 0   | 0       | 1      | 1      |
| Totale | Totale      | 42  | 42      | 42     | 126    |